# Luca Sapio
Luca Sapio (Sora, 22 aprile 1975) è un cantante, musicista, produttore discografico ingegnere del suono e conduttore radiofonico italiano.

## Biografia
Studia belcanto al Conservatorio L. Refice di Frosinone e parallelamente approfondisce il linguaggio del jazz presso il Saint Louis College di Roma.
La ricerca di modi innovativi dell'utilizzo della voce lo porta anche nella Repubblica di Tuva. Diventa esperto di tecniche legate all'emissione di armonici come il "Throat singing" o l'"Umbo weti".
Grazie a queste doti vocali entra nel 1999 come cantante nell'ultima formazione degli Area voluta dal fondatore Giulio Capiozzo. La formazione annovera tra gli altri il chitarrista Antonio Onorato e il contrabbassista Gianluca Renzi.
Collabora con diversi jazzisti del panorama internazionale come il clarinettista Tony Scott, il contrabbassista Cameron Brown e il sassofonista Elton Dean.
Nel 2004 Realizza con il gruppo The Accelerators, l'album "Oddville" prodotto dal Grammy Winner David Bianco  a cui partecipa il compositore brasiliano Eumir Deodato.
Dopo essersi laureato in Architettura presso la facoltà Ludovico Quaroni con specializzazione in Fisica Acustica e Tecnica Ambientale in Roma si trasferisce a Los Angeles ed inizia a viaggiare per gli Stati Uniti d'America.
Nel 2009 subentra alla cantante Luisa Cottifogli nei Quintorigo.
Nel 2010 dà vita assieme ad Adriano Viterbini dei Bud Spencer Blues Explosion al duo Black Friday con cui pubblica l'album interamente acustico Hard Times.
Il 2011 vede la luce English Garden album dei Quintorigo interamente cantato in inglese e che vede la partecipazione di Juliette Lewis.
Parte per l'Europa e gli Stati Uniti dove conosce il cantautore Charles Bradley e Thomas Brenneck leader della Menahan Street Band, veterano della musica black che ha contribuito a lanciare artisti come lo stesso Bradley, Mary J. Blige e Amy Winehouse. Brenneck ne produce l'album d'esordio da solista, Who Knows. L'album è stato registrato presso i Dunham Studios di Brooklyn insieme a membri della Budos band, dei Dap-Kings, degli Extraordinaries e della Menahan Street Band. Il primo singolo estratto "How Did We Lose It" è stato inserito nella playlist del David Letterman Show e singolo della settimana su I-Tunes.
Il suo disco d'esordio "Who Knows" vince il premio pimi come miglior album del 2012 e il premio SIAE miglior disco indipendente del 2012.
Il 14 febbraio 2013 viene invitato come ospite nel programma televisivo "Die Harald Schmidt Show" dove insieme alla sua band suona il singolo "How Did We Lose it".
Ha suonato insieme ad artisti come Sharon Jones and The Dap-kings, Paul Weller, Trombone Shorty, Nick Waterhouse.
A partire dal Settembre 2013 è autore e conduttore della trasmissione radiofonica Latitudine Black in onda tutti i sabati alle 15 su radio RAI 2.
Nel Febbraio 2014 registra il suo secondo album "Everyday Is Gonna Be The Day" negli studi della Diamond Mine a New York sempre prodotto da Thomas Brenneck.
L'album è stato masterizzato dal multi grammy winner Brian Lucey e pubblicato a Novembre 2014 da GMG/Goodfellas.
II singolo "Someone" è stato scelto per accompagnare le immagini del trailer di Cinema Italian Style di Los Angeles 2014.
Da Agosto 2015 È autore dei testi della trasmissione Latitudine Soul,  letti ed interpretati da Luca Ward, ed i onda tutti i giorni su radio RAI 1, al termine della quale ogni giorno rilegge un classico del soul rivisitato e riarrangiato con la sua band.
Da Settembre 2019 È uno dei conduttori della storica trasmissione Stereonotte su Radio Rai 1.
Luca Sapio è inoltre un produttore ed ingegnere del suono.
Ha prodotto e arrangiato per la sua etichetta Blind Faith Records album per la superstar maliana Baba Sissoko, la funky diva Martha High, il bluesman Sugaray Rayford e curato il restauro e la remastering di "Camille 2000" colonna sonora perduta del maestro Piero Piccioni.
Sempre con la sue etichetta ha pubblicato del M. Piero Piccioni curando il remaster "Colpo Rovente" nel 2024 e "To-Day's Sound" del M. Piero Umiliani.

## Discografia

### Solista
- 2012 - Who Knows prodotto da Thomas Brenneck - Rough Trade
- 2014 - Everyday Is Gonna Be The Day prodotto da Thomas Brenneck - GMG
- 2025 - Black Waves  prodotto da Luca Sapio - Blind Faith Records

### Produttore/Ingegnere del suono
- 2015 - Baba Sissoko - Three Gees (feat. Corey Harris) -  Blind Faith Records
- 2016 - Martha High - Singing For The Good Times  - Blind Faith Records
- 2017 - Sugaray Rayford - The World That We Live In - Blind Faith Records
- 2019 - Baba & Djana Sissoko - Fasiya - Blind Faith Records
- 2020 - Martha High - Nothing's Going Wrong - Blind Faith Records
- 2021 - Pierpaolo Ranieri - I Am A Peacock - Blind Faith Records
- 2021 - Lora & The Stalkers - No Desire Control - Blind Faith Records
- 2023 - Pete Molinari - Just Like Achilles - Blind Faith records
- 2023 - Pete Molinari - Wondrous Afternoon - Blind Faith Records

### In collaborazione
- 2002 - Un Milione Di Voci - con Periferia del Mondo  (Comet/Akarma)
- 2004 - Oddville - con The Accelerators  (Forward Records, ITA; Apple Paint Records, JAP)
- 2010 - Hard Times - con i Black Friday (Ali Bù Mayè Records)
- 2011 - English Garden - con i Quintorigo (Edel Italia)

### Compilation
- 2001 - Omaggio a Demetrio Stratos (Mellow Records)